# Вознесенский, Александр Николаевич (эсер)
Александр Николаевич Вознесенский (1879—1937) — эсер, политик, адвокат, поэт, беллетрист, драматург.

## Биография
Сын титулярного советника. По окончании Томской гимназии закончил юридический факультет Императорского Московского университета (1897―1902). В 1904 году сотрудничал в нелегальном журнале эсеров «Отголоски» (Томск), писал прокламации («Министр-удав» ― на С. Ю. Витте), в годы реакции после Революции 1905―1907 гг. был защитником на процессах стачечников (главным образом эсеров). Вознесенский описал этот период в книге «Тени прошлого. (По царским судам). Из воспоминаний политического защитника» (1928). В 1909―1913 гг. редактировал журнал «Вестник права и нотариата». В 1912―1915 гг. редактор-издатель журнала «Маски», в котором печатал театроведческие статьи. Издал сборники стихов «Песни молчания» (1905) и «Паутинные ткани» (1908), которым свойственны темы зыбкости, неопределённой тоски и страха жизни, воспевание страсти, переходящей в эротику. Второй сборник отличает музыкальность стиха, основу которого, однако, составляют ритмические перепевы А. Блока и К. Д. Бальмонта. В прозаической книге «Чёрное солнце. (Рассказы бродяги)» (1913) романтическая условность героя, ищущего забвения то в пряной экзотике мусульманского Востока, то в культуре Западной Европы.
Пьеса Вознесенского «Иго войны» (поставлена 1914, театр П. Струйского, Москва) отразила события, связанные с началом Первой мировой войны. Несколько пьес написаны Вознесенским совместно с другими авторами. После Февральской революции 1917 года ― комиссар Временного правительства в Московском градоначальстве. Событиям этого времени посвящены его мемуары «Москва в 1917 году» (1928). В 1920-е гг. работал в Государственном показательном театре Пролеткульта.
9 марта 1938 года Александр Вознесенский был арестован. Военной Коллегией Верховного Суда СССР 3 октября 1938 года по обвинению «участник антисоветской меньшевистско-эсеровской террористической организации» по ст. 58 п. 8-11 УК РСФСР приговорен к высшей мере наказания. Расстрелян в тот же день и погребен в одном из рвах спецобъекта НКВД «Коммунарка».

## Публикации
- Песни молчания: Стихи — М., 1905;
- Черное солнце (Рассказы бродяги) — М., 1913;
- Всероссийское Учредительное собрание и его задачи — М., 1917;